# Трайко Тръпков
Трайко Тръпков, известен като Боримечката, е български революционер, четник, деец на Вътрешната македоно-одринска революционна организация.

## Биография
Трайко Тръпков е роден в 1880 година в село Булачани, Скопско тогава в Османската империя, днес в Северна Македония. Присъединява се към ВМОРО като четник.
През Първата световна война, по случай 15-ата годишнина от Илинденско-Преображенското въстание, е награден с народен орден „За военна заслуга“, VI степен за заслуги към постигане на българския идеал в Македония.
Загива в сражение в 1920 година.